# 태교
태교(胎敎, 영어: taegyo, prenatal care)는 임산부의 행동이 태아에게 심리적, 정서적, 신체적으로 영향을 미친다는 것을 근거로 하여 임신 중에 태아에게 좋은 영향을 주기 위해 언행을 삼가며 태아가 자라나기 위한 준비를 보다 잘 할 수 있도록 좋은 환경을 만들어 주고자 하는 태중교육을 말한다.

## 기원
태교에 대한 기록은 동양 여러 나라의 사례를 모은 여범(女範)이나 내칙(內則) 등에 부분적, 단편적으로 전해진다. 그러나 종합적이고 체계적이며 최초의 전문 태교 서적은 사주당 이씨가 지은 태교신기로 조선시대 실학 사상가로 유명한 유희의 어머니가 쓴 책이다. 그 외 동의보감 등의 여러 문헌에서 확인되며, 조선시대에는 모든 임산부가 지켜야 할 태교의 도로 칠지도가 널리 알려지고 여러 임산부에 의해 준수되었다. 이러한 태교의 영향력은 "뱃 속 열 달이 출생 후 10년의 가르침보다 더 중요하다."는 태교신기에 언급된 말로도 확인된다.

## 성격
서구와 달리 한국에서는 수정되는 순간부터 임산부의 뱃속에 있는 태아도 하나의 인격체로 간주되어 태어나는 순간 한 살의 나이를 먹게 된다. 그러므로 태아기부터 부모로서 아이를 가르치는 것은 당연한 것으로 간주된다. 칠지도 등의 태교 지침서에는 '화내거나 뛰지 말 것' 등과 같이 임신중 임산부가 해야 하는 행동과 하지 말아야 할 행동을 규정하고 있다. 태교에서는 또한 아버지의 언행과 마음상태를 임산부만큼이나 중요한 것으로 여긴다. 아버지 역시 임산부가 최상의 상태에 있도록 애써야 하며 태아에게 좋은 영향을 미치기 위해 언행을 삼가야 함을 강조하고 있다.

## 종류

### 태담 태교
태아는 3개월이면 청각기관이 발달하고 5개월이 되면 외부의 소리를 들을 수 있다. 아이를 위한 애칭을 만들어 부드럽고 분명한 목소리로 다양한 주제의 이야기를 다양한 느낌을 담아서 이야기하는 것은 아이에게 좋은 자극과 정서적 안정을 줄 뿐만 아니라 임산부와 태아의 정서적 유대를 깊게 한다.

### 음악 태교
태아기 때 들었던 음악을 기억하고 출생후에도 그 음악을 들려줄 때 아기가 정서적인 안정을 찾는다는 연구결과에서 볼 수 있듯이 태아에게 음악을 들려주는 것은 긍정적인 영향을 미친다. 또한 우뇌의 발달을 촉진하고 태아와 임산부의 정서적 안정을 도모할 수 있다. 또한 

### 운동 태교
임산부가 요가, 발레, 체조, 뇌호흡 등의 운동을 함으로써 임산부의 신체적, 정신적 안정을 도모하고 긍정적인 태중환경을 제공하고자 하는 태교이다. 임산부의 운동은 태아의 신체기관과 피부의 발달을 촉진하고, 순산을 도우며 출산후 빠른 회복을 돕는 것으로 알려져 있다.

### 오감 태교
태아는 이미 냄새를 기억하고 태중에서도 오감을 느끼는 것이 여러 연구결과에 의해 밝혀졌다. 여러 음식과 아로마 등을 통해 이러한 태아의 오감을 자극하고 발달을 촉진하는 태교이다.

### 과거의 태교
조선시대때, 임신한 왕비에게는 옥에 새겨진 글씨를 읽거나 수•바느질을 시키고 홍옥, 청옥, 비취등의 장신구를 착용했었다.

## 같이 보기
- 돌잔치
- 요가